# Musée de la culture Man'yo

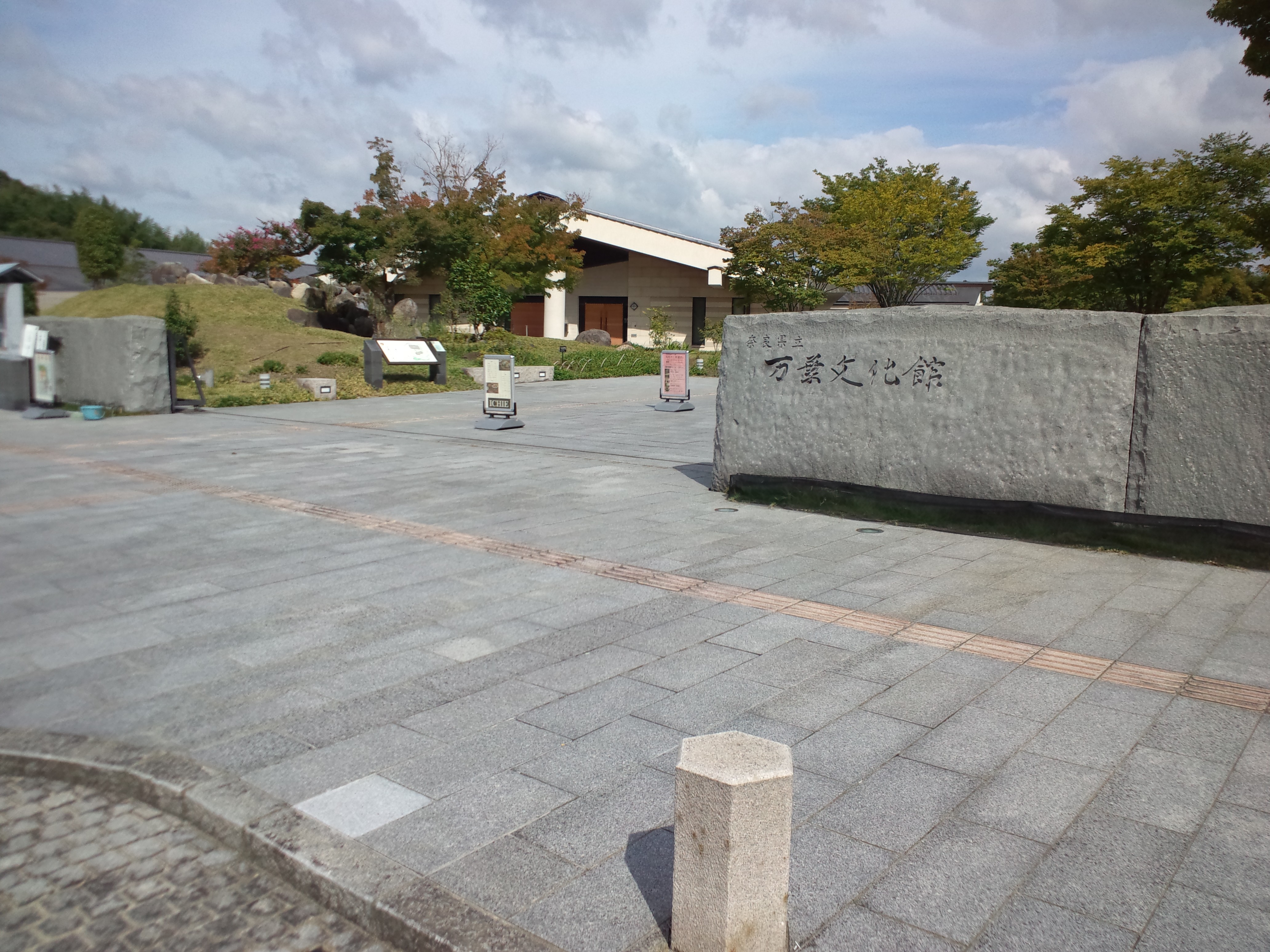
Entrée du musée

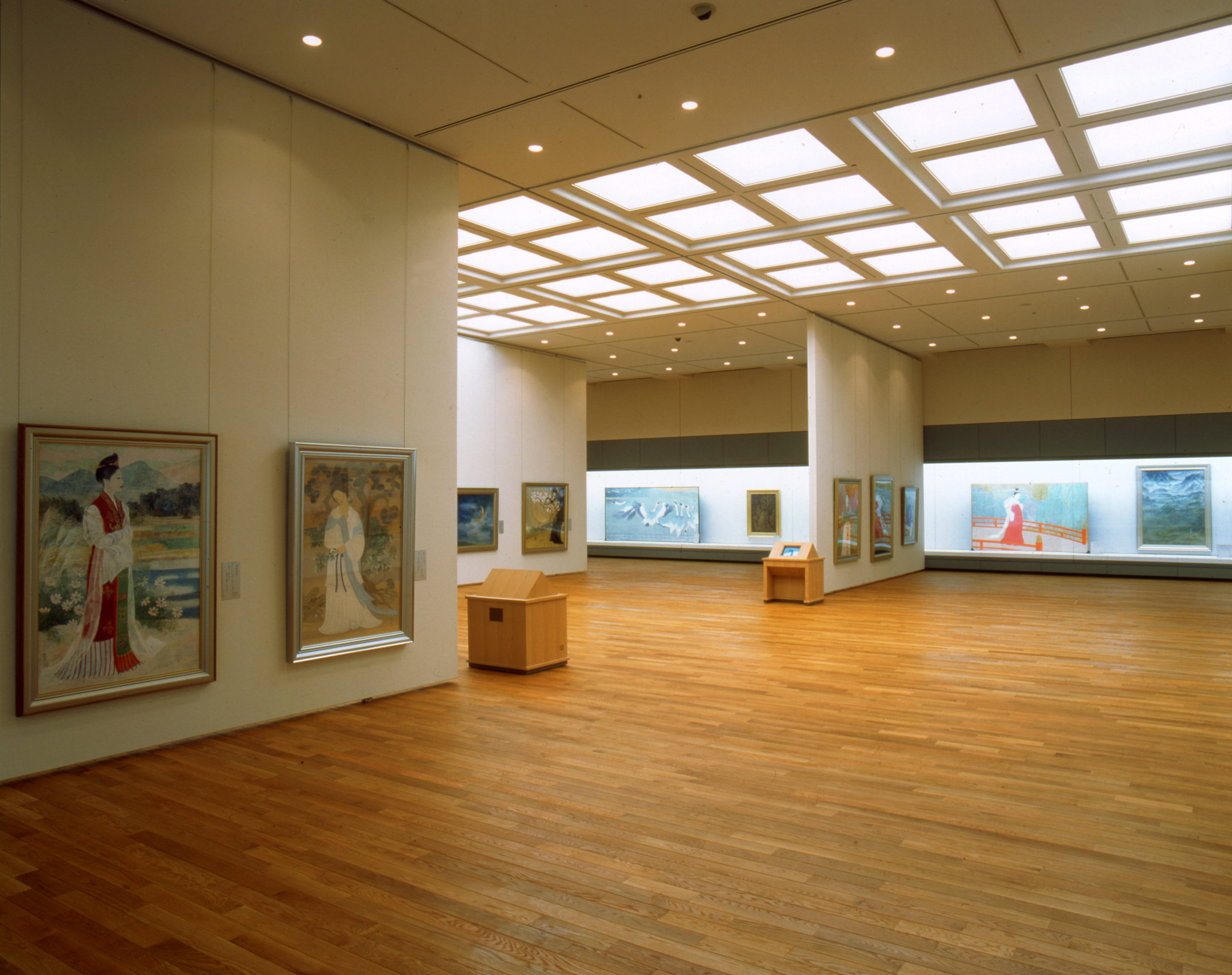
Une des salles d'exposition

Le musée de la culture Man'yo (奈良県立万葉文化館, Nara-kenritsu Man'yō Bunkakan) se trouve dans le village d'Asuka dans la préfecture de Nara au Japon. Il est consacré au Man'yōshū, anthologie de poésies waka datant du VIIIe siècle. Son directeur honoraire est Susumu Nakanishi.

## Source de la traduction
- (en) Cet article est partiellement ou en totalité issu de l’article de Wikipédia en anglais intitulé « Nara Prefecture Complex of Man'yo Culture » (voir la liste des auteurs).